# Hey Baberiba
Se även Hey Baberiba (låt).
Hey Baberiba var ett svenskt humorprogram av och med David Hellenius, Peter Magnusson och 
Christine Meltzer. Programmet sändes i TV4.

## Beskrivning
Hellenius, Magnusson och Meltzer gjorde parodi på kändisar och gjorde narr av det senaste inom nöjes- och nyhetsvärlden som hade hänt under veckan. Hellenius var programledare och gästerna som deltog i programmet spelades av Magnusson och Meltzer. 
Programmet hade även en egen fiktiv dokusåpa om den svenska kungafamiljens öden och äventyr. Huvudrollerna besattes av Magnusson, Hellenius och Meltzer. Ibland deltog även andra kända skådespelare i serien: Ulf Brunnberg, Martin Stenmarck, Michael Nyqvist, Göran Forsmark och Tommy Körberg är bara några av många som medverkade. Statsminister Fredrik Reinfeldt medverkade i programmet som sig själv (där han spelade innebandy tillsammans med övriga partiledare i allianspartierna, vilka porträtteras av Hey Baberiba-gänget). 
Programmet började sändas våren 2005 och sändes i fyra säsonger. Samtliga säsonger har givits ut på DVD, dock endast utvalda delar från säsong 1.

## Porträtterade kändisar
av Christine Meltzer
Drottning Silvia,
Elisabeth Tarras-Wahlberg,
Gudrun Schyman,
Emma Andersson,
Pernilla Wahlgren,
Darin,
Dogge Doggelito,
Carola,
Lena Philipsson,
Charlotte Perrelli,
Victoria Silvstedt,
Robyn,
Tina Nordström,
Kishti Tomita,
Linda Bengtzing,
Carolina Gynning,
Martin Rolinski,
Tore Kullgren
av David Hellenius
Prins Carl Philip,
Prinsessan Madeleine,
Daniel Westling,
Maud Olofsson,
Lill-Babs,
Thorsten Flinck,
Arne Weise,
Martin Stenmarck,
Bingo Rimér,
Lasse Åberg,
Peter Swartling,
Peter Jöback,
Linda Isacsson,
Tilde de Paula,
Mark Levengood,
Marcus Schenkenberg,
Kjell Sundvall,
Stefan Sauk
av Peter Magnusson
Carl XVI Gustaf,
Kronprinsessan Victoria,
Jonas Bergström (Prinsessan Madeleines dåvarande pojkvän),
Lars Leijonborg,
Lasse Berghagen,
Bert Karlsson,
Peter Settman,
Patrick Ekwall,
Ingmar Bergman,
Fredrik Lindström,
Klasse Möllberg,
Claes af Geijerstam,
Daniel Breitholtz,
Kikki Danielsson,
Alexander Bard,
Jonas Gardell,
Ernst Kirchsteiger,
Carl-Jan Granqvist,
Lotta Bromé,
Carina Berg,
Nils Petter Sundgren,
Helena von Zweigbergk

## Utmärkelser
- 2006 – Årets Drag, QX-galan
- 2006 – Aftonbladets TV-pris, bästa humorprogram
- 2007 – Kristallen, Det Svenska TV-priset, Bästa Humorprogram[1]